# 강제리 (교수)
강제리(Jerry Kang, 1968 - )는 UCLA 로스쿨의 교수이다. 아시안 어메리칸 연구소(Asian American Studies)의 교수이기도 하다.
1968년 서울에서 태어나서, 미국 하버드 대학교에서 물리학을 전공하여 학부를 우수 졸업하고 동 대학에서 로스쿨도 우수 졸업했다.